# Gotoma the Buddha
Pour plus de détails, voir Fiche technique et Distribution.
Gotoma the Buddha est un film indien réalisé par Rajbans Khanna, sorti en 1957.

## Synopsis
Un documentaire sur la vie de Siddhartha Gautama.

## Fiche technique
- Titre : Gotoma the Buddha
- Réalisation : Rajbans Khanna
- Scénario : Rajbans Khanna
- Musique : Salil Choudhury
- Photographie : Dilip Gupta
- Montage : Hrishikesh Mukherjee
- Pays :  Inde
- Genre : Documentaire
- Dates de sortie : 
  -  Inde : 1957

## Distinctions
Le film a été présenté en sélection officielle en compétition au Festival de Cannes 1957. Le film a remporté une mention spéciale à l'unanimité.